# Zoica falcata
Zoica falcata är en spindelart som beskrevs av Pekka T. Lehtinen och Heikki Hippa 1979. Zoica falcata ingår i släktet Zoica och familjen vargspindlar. Inga underarter finns listade i Catalogue of Life.